# Язова (Підкарпатське воєводство)
Язова (пол. Jazowa) — село в Польщі, у гміні Вішньова Стрижівського повіту Підкарпатського воєводства.
Населення — 364 особи (2011).
У 1975-1998 роках село належало до Ряшівського воєводства.

## Демографія
Демографічна структура станом на 31 березня 2011 року:
|          | Загалом | Допрацездатний вік | Працездатний вік | Постпрацездатний вік |
| -------- | ------- | ------------------ | ---------------- | -------------------- |
| Чоловіки | 175     | 45                 | 105              | 25                   |
| Жінки    | 189     | 52                 | 102              | 35                   |
| Разом    | 364     | 97                 | 207              | 60                   |